# Acianthera papulifolia
Acianthera papulifolia é  uma espécie de orquídea (Orchidaceae) que existe em Cuba, antigamente subordinada ao gênero Pleurothallis.

## Publicação e sinônimos
- Acianthera papulifolia (Luer) Luer, Monogr. Syst. Bot. Missouri Bot. Gard. 95: 254 (2004).

Sinônimos homotípicos:
- Pleurothallis papulifolia Luer, Lindleyana 14: 116 (1999).